# Saison 4 de Rizzoli and Isles
Chronologie
Saison 3 Saison 5
Cet article présente le guide des épisodes de la quatrième saison de la série télévisée américaine Rizzoli and Isles.

## Distribution

### Acteurs principaux
- Angie Harmon (VF : Juliette Degenne) : Détective Jane Rizzoli
- Sasha Alexander (VF : Ariane Deviègue) : Dr Maura Isles
- Lorraine Bracco (VF : Maïk Darah) : Angela Rizzoli
- Bruce McGill (VF : Vincent Grass) : Sergent Détective Vince Korsak
- Lee Thompson Young (VF : Raphaël Cohen) : Détective  Barry Frost
- Jordan Bridges (VF : Fabrice Fara) : Détective  Francesco « Frankie » Rizzoli Junior
- Brian Goodman (en) (VF : Didier Cherbuy) : Lieutenant  Sean Cavanaugh

### Acteurs récurrents
- Tina Huang (VF : Sophie Arthuys) : Susie Chang (6 épisodes)
- Colin Egglesfield (VF : Sébastien Desjours) : Tommy Rizzoli (6 épisodes)
- Chris Vance (VF : Guillaume Lebon) : Lieutenant-colonel  puis colonel Charles « Casey » Jones (4 épisodes)
- Emilee Wallace (VF : Camille Donda) : Cailin Martin (épisodes 1, 2 et 8)
- Amaury Nolasco : Rafael Martinez[1] (épisodes 2, 7 et 10)
- Sharon Lawrence (VF : Pascale Vital) : Dr Hope Martin (épisodes 2, 5 et 15)
- John Doman (VF : Patrick Floersheim) : Patrick « Paddy » Doyle (épisodes 2 et 5)
- Alexandra Holden (VF : Anne Mathot) : Lydia Sparks (épisodes 3 et 16)
- Darryl Alan Reed (VF : Serge Faliu) : Rondo (épisode 3)
- Matthew Del Negro (VF : Constantin Pappas) : Giovanni Gilberti (épisode 10)
- Doug Savant : Roger Thorson[2] (épisode 11)
- Chazz Palminteri (VF : Philippe Dumond) : Frank Rizzoli Senior (épisode 14)

## Épisodes

### Épisode 1:Assassinat politique
- États-Unis : 25 juin 2013 sur TNT[3]
- Québec : 11 février 2014 sur Séries+
- Suisse : 14 mai 2014 sur RTS Un
- France : 9 février 2015 sur France 2[4]
- Belgique : sur La Une

- États-Unis : 6,636 millions de téléspectateurs[5]
- France : 4,80 millions de téléspectateurs[réf. souhaitée]

- Chris Vance (lieutenant-colonel Charles « Casey » Jones)
- Emilee Wallace (Cailin Martin)
- David Selby (sénateur Malcolm Humphrey)

### Épisode 2:Dans la gueule du loup
- États-Unis : 2 juillet 2013 sur TNT
- Québec : 18 février 2014 sur Séries+
- Suisse : 14 mai 2014 sur RTS Un
- France : 9 février 2015 sur France 2[4]

- États-Unis : 5,895 millions de téléspectateurs[6]
- France : 4,80 millions de téléspectateurs[réf. souhaitée]

- Brooklyn McLinn (Tyrell Feeney)
- Chelsea Rendon (Yolanda Rojas)
- Emilee Wallace (Cailin Martin)

### Épisode 3:Un avenir tout tracé
- États-Unis : 9 juillet 2013 sur TNT
- Québec : 25 février 2014 sur Séries+
- Suisse : 21 mai 2014 sur RTS Un
- France : 16 février 2015 sur France 2

- États-Unis : 5,581 millions de téléspectateurs[7]
- France : 4,70 millions de téléspectateurs[réf. souhaitée]

- Alexandra Holden (Lydia Sparks)
- Ana Villafañe (Isabella Valdez)
- Carlos Ayala (Sal Perez)

### Épisode 4:De l'autre côté du miroir
- États-Unis : 16 juillet 2013 sur TNT
- Québec : 4 mars 2014 sur Séries+
- Suisse : 21 mai 2014 sur RTS Un
- France : 16 février 2015 sur France 2

- États-Unis : 5,216 millions de téléspectateurs[8]
- France : 4,70 millions de téléspectateurs

- Angela Alvarado (Gomez)
- Elya Baskin (Dr Vladmir Papov)
- Heidi Marnhout (Vivian Adams)

### Épisode 5:Pacte avec le diable
- États-Unis : 23 juillet 2013 sur TNT
- Québec : 11 mars 2014 sur Séries+
- Suisse : 4 juin 2014 sur RTS Un
- France : 23 février 2015 sur France 2

- États-Unis : 5,488 millions de téléspectateurs[9]
- France : 4,30 millions de téléspectateurs

- Angela Elayne Gibbs (Shirley Ghetts)
- Denise Dowse (en) (la juge)
- John Doman (Patrick « Paddy » Doyle)

### Épisode 6:Délire de persécution
- États-Unis : 30 juillet 2013 sur TNT
- Québec : 18 mars 2014 sur Séries+
- Suisse : 4 juin 2014 sur RTS Un
- France : 23 février 2015 sur France 2

- États-Unis : 5,328 millions de téléspectateurs[10]
- France : 4,30 millions de téléspectateurs

- Alan Rachins (Stanley)
- Andrea Bordeaux (Barista)
- Christopher Darga (Mac Hazlet)

### Épisode 7:Sciences de la vie et de la mort
- États-Unis : 6 août 2013 sur TNT
- Québec : 25 mars 2014 sur Séries+
- Suisse : 11 juin 2014 sur RTS Un
- France : 2 mars 2015 sur France 2

- États-Unis : 5,499 millions de téléspectateurs[11]
- France : 4,70 millions de téléspectateurs

- Alexis Raich (Samantha Cole)
- Amaury Nolasco (lieutenant-détective Rafael Martinez)
- Andrea Bordeaux (Neda)

### Épisode 8:Un cœur de glace
- États-Unis : 13 août 2013 sur TNT
- Québec : 1er avril 2014 sur Séries+
- Suisse : 11 juin 2014 sur RTS Un
- France : 2 mars 2015 sur France 2

- États-Unis : 5,6 millions de téléspectateurs[12]
- France : 4,70 millions de téléspectateurs

- Aj Achinger (Drew Bigsby)
- Andi Carnick (Sheila Pierce)
- Andrew Fiscella (coach Rick)

### Épisode 9:Les Démons du passé
- États-Unis : 20 août 2013 sur TNT
- Québec : 8 avril 2014 sur Séries+
- Suisse : 18 juin 2014 sur RTS Un
- France : 9 mars 2015 sur France 2

- États-Unis : 5,605 millions de téléspectateurs[13]
- France : 4,60 millions de téléspectateurs

- Erik A. Williams (détective Martin Bertolina)
- Ian Duncan (Tim Felding)
- Jabari Simba (officier Jenkins)

### Épisode 10:Conduite à risque
- États-Unis : 27 août 2013 sur TNT
- Québec : 15 avril 2014 sur Séries+
- Suisse : 18 juin 2014 sur RTS Un
- France : 9 mars 2015 sur France 2

- États-Unis : 5,997 millions de téléspectateurs[14]
- France : 4,20 millions de téléspectateurs

- Amaury Nolasco (lieutenant-détective Rafael Martinez)
- Celestino Cornielle (détective Miguel Ortiz)
- Emily Swallow (Elizabeth Keating)
- Eric Winter (Brandon Thomas "Mister T" Sarron)

### Épisode 11:Juge, Juré et Bourreau
- États-Unis : 3 septembre 2013 sur TNT
- Québec : 22 avril 2014 sur Séries+
- Suisse : 25 juin 2014 sur RTS Un
- France : 16 mars 2015 sur France 2

- États-Unis : 5,884 millions de téléspectateurs[15]
- France : 4,60 millions de téléspectateurs

- Amaury Nolasco (lieutenant-détective Rafael Martinez)
- Celestino Cornielle (détective Miguel Ortiz)
- Emily Swallow (Elizabeth Keating)
- Dick Sargent

### Épisode 12:L’Inconnu du parc
- États-Unis : 10 septembre 2013 sur TNT
- Québec : 29 avril 2014 sur Séries+
- Suisse : 25 juin 2014 sur RTS Un
- France : 16 mars 2015 sur France 2

- États-Unis : 5,696 millions de téléspectateurs[16]
- France : 4,60 millions de téléspectateurs

- Betty Murphy (Shirley)
- Celia Finkelstein (professeur Rhonda Clark)
- Chris Vance (colonel Charles « Casey » Jones)

### Épisode 13:Les Larmes du clown
- États-Unis : 25 février 2014 sur TNT[17]
- Québec : 28 juillet 2014 sur Séries+
- Suisse : 2 juillet 2014 sur RTS Un
- France : 23 mars 2015 sur France 2

- États-Unis : 3,733 millions de téléspectateurs[18]
- France : 4,39 millions de téléspectateurs

- Ashanti Brown (Diane)
- Chris Vance (lieutenant-colonel Charles « Casey » Jones)
- Davis Cleveland (Zach Langley)

### Épisode 14:Désaccord sur les accords
- États-Unis : 4 mars 2014 sur TNT
- Québec : 4 août 2014 sur Séries+
- Suisse : 2 juillet 2014 sur RTS Un
- France : 23 mars 2015 sur France 2

- États-Unis : 3,353 millions de téléspectateurs[19]
- France : 4,39 millions de téléspectateurs

- Chris Joynt (clubber)
- Devika Parikh (Barbara Cooper)
- Elise Eberle (Natasha Osmanski)

### Épisode 15:Une affaire de goût
- États-Unis : 11 mars 2014 sur TNT
- Québec : 11 août 2014 sur Séries+
- Suisse : 9 juillet 2014 sur RTS Un
- France : 30 mars 2015 sur France 2

- États-Unis : 4,745 millions de téléspectateurs[20]

### Épisode 16:Sur écoute
- États-Unis : 18 mars 2014 sur TNT
- Québec : 18 août 2014 sur Séries+
- Suisse : 9 juillet 2014 sur RTS Un
- France : 30 mars 2015 sur France 2

- États-Unis : 3,584 millions de téléspectateurs[21]

## Audiences
La moyenne d'audience de cette saison aux États-Unis est de 5,2 millions de téléspectateurs, ce qui est mieux que pour la saison 3 avec 4,9 millions ; les saisons 1 et 2 restent les meilleures avec respectivement 6,9 et 5,9 millions.